# Ben Whishaw
Benjamin John Whishaw (Hitchin, 14 ottobre 1980) è un attore britannico.

## Biografia
Nato nel Hertfordshire, ma cresciuto nel Bedfordshire assieme al fratello gemello James. Proprio assieme al fratello incomincia a muovere i primi passi nella recitazione, frequentando una piccola compagnia teatrale. Esordisce nel 1999 nel film The Trench. Ha studiato alla Royal Academy of Dramatic Art, diplomandosi nel 2003. Il 2004, per Whishaw, è un anno importante, infatti ottiene un piccolo ruolo nel film Il mercante di Venezia e recita nei film L'amore fatale e The Pusher, entrambi con Daniel Craig. Nello stesso anno interpreta ottiene il successo sulle scene come protagonista di Amleto con la regia di Trevor Nunn, ottenendo ottime critiche e una candidatura al Laurence Olivier Award al miglior attore.
Dopo aver interpretato Keith Richards nel film del 2005 Stoned, ottiene il ruolo del protagonista, Jean-Baptiste Grenouille, in Profumo - Storia di un assassino di Tom Tykwer, adattamento cinematografico del capolavoro di Patrick Süskind, Il profumo. Nel 2007 partecipa al film che ricalca la vita di Bob Dylan, Io non sono qui, interpretando la parte di Arthur Rimbaud. Nel 2008 recita in Ritorno a Brideshead, adattamento cinematografico dell'omonimo romanzo di Evelyn Waugh; nel 2009 è protagonista, al fianco di Abbie Cornish, in Bright Star, nuovo lavoro di Jane Campion. Nel 2012 recita nel ruolo di "Q" in Skyfall, nello stesso anno interpreta il ruolo di Riccardo II d'Inghilterra nella trasposizione dei drammi storici di Shakespeare prodotta dalla BBC, The Hollow Crown; il ruolo gli vale il British Academy Television Award per il miglior attore. Nel 2015 recita di nuovo nel ruolo di Q nel film Spectre. Nel 2016 esordisce a Broadway ne Il crogiuolo di Arthur Miller, interpretando il protagonista John Proctor accanto a Saoirse Ronan. Nel 2018, Ben Whishaw partecipa come coprotagonista nella miniserie britannica A Very English Scandal aggiudicandosi il Golden Globe per il ruolo di Norman Scott e nel 2021 interpreta nuovamente Q nella saga di James Bond nel film No Time to Die. Nel 2022 prende parte al film Women Talking - Il diritto di scegliere.

### Vita privata
Nell'agosto 2012 Whishaw si è unito civilmente con il compositore australiano Mark Bradshaw.

## Filmografia

### Attore

#### Cinema
- The Trench - La trincea (The Trench), regia di William Boyd (1999)
- Mauvaise passe, regia di Michel Blanc (1999)
- Baby, regia di W.I.Z. (2001) - cortometraggio
- My Brother Tom, regia di Dom Rotheroe (2001)
- Spiritual Rampage, regia di Alnoor Dewshi (2003) - cortometraggio
- 77 Beds, regia di Alnoor Dewshi (2003) - cortometraggio
- L'amore fatale (Enduring Love), regia di Roger Michell (2004)
- The Pusher (Layer Cake), regia Matthew Vaughn (2004)
- Stoned, regia di Stephen Woolley (2005)
- Profumo - Storia di un assassino (Perfume: The Story of a Murderer), regia di Tom Tykwer (2006)
- Io non sono qui (I'm Not There), regia di Todd Haynes (2007)
- Ritorno a Brideshead (Brideshead Revisited), regia di Julian Jarrold (2008)
- The International, regia di Tom Tykwer (2009)
- Bright Star, regia di Jane Campion (2009)
- Love Hate, regia di Blake Ritson, Dylan Ritson (2009) - cortometraggio
- The Tempest, regia di Julie Taymor (2010)
- Skyfall, regia di Sam Mendes (2012)
- Cloud Atlas, regia di Andy e Lana Wachowski e Tom Tykwer (2012)
- The Zero Theorem - Tutto è vanità (The Zero Theorem), regia di Terry Gilliam (2013)
- Beat, regia di Aneil Karia (2013) - cortometraggio
- Days and Nights, regia di Christian Camargo (2014)
- Lilting, regia di Hong Khaou (2014)
- The Muse, regia di Tim Walker (2014) - cortometraggio
- The Lobster, regia di Yorgos Lanthimos (2015)
- Suffragette, regia di Sarah Gavron (2015)
- Spectre, regia di Sam Mendes (2015)
- The Danish Girl, regia di Tom Hooper (2015)
- Heart of the Sea - Le origini di Moby Dick (In the Heart of the Sea), regia di Ron Howard (2015)
- Aspettando il re (A Hologram for the King), regia di Tom Tykwer (2016)
- Family Happiness, regia di Alice Englert (2016) - cortometraggio
- Il ritorno di Mary Poppins (Mary Poppins Returns), regia di Rob Marshall (2018)
- Little Joe, regia di Jessica Hausner (2019)
- La vita straordinaria di David Copperfield (The Personal History of David Copperfield), regia di Armando Iannucci (2019)
- No Time to Die, regia di Cary Fukunaga (2021)
- Women Talking - Il diritto di scegliere (Women Talking), regia di Sarah Polley (2022)
- Good boy, regia di Tom Stuart (2023) - cortometraggio
- Passages, regia di Ira Sachs (2023)
- Limonov, regia di Kirill Serebrennikov (2024)

#### Televisione
- Black Cab - serie TV, episodio 1x05 (2000)
- Other People's Children - serie TV, 4 episodi (2000)
- Ready When You Are Mr. McGill, regia di Paul Seed (2003) - film TV
- The Booze Cruise, regia di Paul Seed (2003) - film TV
- Nathan Barley – serie TV, 6 episodi (2005)
- Criminal Justice – serie TV, 5 episodi (2008)
- All Signs of Death, regia di Alan Ball (2010) - episodio pilota scartato
- The Hour – serie TV, 12 episodi (2011-2012)
- The Hollow Crown – serie TV, episodio 1x01 (2012)
- Storie in scena (Playhouse Presents) - serie TV, episodio 3x05 (2014)
- London Spy – serie TV, 5 episodi (2015)
- Queers – miniserie TV, 1 episodio (2017)
- A Very English Scandal – miniserie TV, 3 puntate (2018)
- Fargo – serie TV, 7 episodi (2020)
- This Is Going To Hurt – serie TV, 7 episodi (2022)
- Black Doves – serie TV (2024)

### Doppiatore
- Teenage, regia di Matt Wolf (2013) - documentario
- Paddington, regia di Paul King (2014)
- Paddington 2, regia di Paul King (2017)
- Paddington in Perù (Paddington in Peru), regia di Dougal Wilson (2024)

## Teatro
- Queste oscure materie da Philip Pullman, regia di Nicholas Hytner. National Theatre di Londra (2003)
- Amleto di William Shakespeare, regia di Trevor Nunn. Old Vic di Londra (2004)
- Mercury Fur di Philip Ridley, regia di John Tiffany. Menier Chocolate Factory di Londra (2005)
- Il gabbiano di Anton Čechov, regia di Katie Mitchell. National Theatre di Londra (2006)
- Leaves of Glass di Philip Ridley, regia di Lisa Goldman. Soho Theatre di Londra (2007)
- ...Some Trace of Her, testo e regia di Katie Mitchell. National Theatre di Londra (2008)
- Cock di Mike Bartlett, regia di James Macdonald. Royal Court Theatre di Londra (2009)
- The Pride di Alexi Kaye Campbell, regia di Joe Mantello. Lucille Lortel Theatre di New York (2010)
- Peter and Alice di John Logan, regia di Michael Grandage. Noël Coward Theatre di Londra (2013)
- Mojo di Jez Butterworth, regia di Ian Rickson. Harold Pinter Theatre di Londra (2013)
- Le Baccanti di Euripide, regia di James Macdonald. Almeida Theatre di  Londra (2015)
- Il crogiuolo di Arthur Miller, regia di Ivo van Hove. Walter Kerr Theatre di Broadway (2016)
- Against di Christopher Shinn, regia di Ian Rickson. Almeida Theatre di Londra (2017)
- Giulio Cesare di William Shakespeare, regia di Nicholas Hytner. Bridge Theatre di Londra (2018)
- Norma Jeane Baker of Troy di Anne Carson, regia di Katie Mitchell. The Shed di New York (2019)
- Bluets di Margaret Perry, regia di Katie Mitchell. Royal Court Theatre di Londra (2024)
- Aspettando Godot di Samuel Beckett, regia di James Macdonald. Haymarket Theatre di Londra (2024)

## Riconoscimenti
- Golden Globe
  - 2019 – Miglior attore non protagonista in una serie per A Very English Scandal

- Premio BAFTA
  - 2007 – Candidatura alla miglior stella emergente
- British Independent Film Awards
  - 2001 – Miglior esordiente per My Brother Tom
  - 2015 – Candidatura al miglior attore non protagonista per The Lobster
- Independent Spirit Awards
  - 2008 – Premio Robert Altman per Io non sono qui
- British Academy Television Awards
  - 2009 – Candidatura al miglior attore per Criminal Justice
  - 2013 – Miglior attore per The Hollow Crown
  - 2016 – Candidatura al miglior attore per London Spy
  - 2019 – Candidatura al miglior attore non protagonista per A Very English Scandal
  - 2023 – Miglior attore per This Is Going to Hurt

- Premio Emmy
  - 2019 – Miglior attore non protagonista in una serie per A Very English Scandal
- Premio Laurence Olivier
  - 2005 – Candidatura al miglior attore per Amleto
  - 2025 – Candidatura al miglior attore non protagonista per Bluets

- Satellite Award
  - 2023 – Candidatura al miglior attore non protagonista per Women Talking - Il diritto di scegliere

## Doppiatori italiani
Nelle versioni in italiano delle opere in cui ha recitato, Ben Whishaw è stato doppiato da:
- Emiliano Coltorti in Profumo - Storia di un assassino, Io non sono qui, Ritorno a Brideshead, Cloud Atlas, Heart of the Sea - Le origini di Moby Dick, A Very English Scandal, La vita straordinaria di David Copperfield, This Is Going To Hurt, Limonov
- David Chevalier in Skyfall, Spectre, No Time to Die
- Renato Novara in Fargo, Il ritorno di Mary Poppins, Passages
- Omar Vitelli in The Zero Theorem - Tutto è vanità, Little Joe
- Gianfranco Miranda in The Lobster, Suffragette
- Roberto Gammino in The Pusher
- Edoardo Stoppacciaro in Bright Star
- Alessandro Quarta in The Danish Girl
- Davide Perino in Women Talking - Il diritto di scegliere

Da doppiatore è sostituito da:
- Francesco Mandelli in Paddington, Paddington 2, Paddington in Perù
- Luca Ghignone in Le avventure di Paddington